# Asteroid cometar

Asteroidul cometar Wilson-Harrington.

Un asteroid cometar este un obiect astronomic catalogat la început drept asteroid, apoi, ca urmare a punerii în evidență, prin observații, a unei activități cometare, catalogat drept cometă, dar fără, prin aceasta, să-și piardă statutul de asteroid.

## Tabel al obiectelor cunoscute până azi drept asteroizi cometari
| Numele de asteroid                  | Numele de cometă        |
| ----------------------------------- | ----------------------- |
| 2060 Chiron                         | 95P/Chiron              |
| 3552 Don Quixote / 3552 Don Quijote | ?                       |
| 4015 Wilson-Harrington              | 107P/Wilson-Harrington  |
| 7968 Elst-Pizarro                   | 133P/Elst-Pizarro       |
| 60558 Echeclus                      | 174P/Echeclus           |
| 118401 LINEAR                       | 176P/LINEAR (Linear 52) |